# 歐陽發
歐陽發，字伯和，北宋政治家歐陽修之子。幼时即好學，師從安定學者胡瑗学习古樂鍾律，卻荒废科舉文詞。
以父蔭而補任將作監主薄，赐進士出身，累遷至殿中丞。四十六歲過世，好友蘇軾得知后而大哭，赞其盡得其父之所學，能媲美漢朝的蔡邕及晉朝的張華。
娶宰相吴充长女。